# Stefanovikeio
Stefanovikeio (Grieks: Στεφανοβίκειο) is een klein stadje in het departement Magnesia, Thessalië. Het maakt sinds 2011 deel uit van de gemeente Rigas Feraios en de fusiegemeente Afetes. De omvang van de nieuwe gemeente is 549,77 vierkante kilometer en het aantal inwoners bedraagt 12,096 in 2001.

## Naam
Naar alle waarschijnlijkheid was "Chatzimes" de naam van de Ottomaanse eigenaar van het dorp. In 1815 werd de naam veranderd in Chatzimissi ("Half-a-Hadji"). Kort voordat het in 1881 weer deel ging uitmaken van Griekenland, werden het dorp en het omliggende gebied eigendom van Paul Stefanovic Skylitsis. Zijn moeder, Eleni Machaira, zou hem hebben aangemoedigd om het land aan de Griekse staat te schenken, waarna de bewoners het naar hem vernoemden.

## Transport
De stad heeft een treinstation aan de spoorweg tussen Larissa en Volos.